# Hebius modestum
Espèce
Synonymes
- Tropidonotus modestus Günther, 1875
- Amphiesma modestum (Günther, 1875)
- Tropidonotus johannis Smith, 1921

Statut de conservation UICN

 LC  : Préoccupation mineure
Hebius modestum est une espèce de serpents de la famille des Natricidae. 

## Répartition
Cette espèce se rencontre :
- en Inde dans les États d'Assam et du Meghalaya ;
- en Birmanie ;
- en République populaire de Chine dans la province du Yunnan.

## Publication originale
- Günther, 1875 : Second Report on Collections of Indian Reptiles obtained by the British Museum. Proceedings of the Zoological Society of London, vol. 1875, p. 224-234 (texte intégral).